# Aluizio Coelho
Aluizio Coelho (ur. 21 sierpnia 1974 roku w Rio de Janeiro) – brazylijski kierowca wyścigowy.

## Kariera
Coelho rozpoczął karierę w międzynarodowych wyścigach samochodowych w 1996 roku od startów w Brytyjskiej Formule Ford. Z dorobkiem 37 punktów został sklasyfikowany na dziesiątej pozycji w końcowej klasyfikacji kierowców. W późniejszych latach Brazylijczyk pojawiał się także w stawce Brytyjskiej Formuły Renault, Brytyjskiej Formuły 3, Masters of Formula 3, Południowoamerykańskiej Formuły 3, Trofeo Maserati Brazil, Pick Up Racing Brazil, Copa Chevrolet Montana, GT3 Brasil Championship, Brazilian Petrobras de Marcas Cup, Itaipava GT3 Brasil oraz Copa Chevrolet Montana.